# Лісевиці-Дужі
Лісевиці-Дужі (пол. Lisiewice Duże) — село в Польщі, у гміні Доманевиці Ловицького повіту Лодзинського воєводства.
Населення — 111 осіб (2011).
У 1975-1998 роках село належало до Скерневицького воєводства.

## Демографія
Демографічна структура станом на 31 березня 2011 року:
|          | Загалом | Допрацездатний вік | Працездатний вік | Постпрацездатний вік |
| -------- | ------- | ------------------ | ---------------- | -------------------- |
| Чоловіки | 47      | 7                  | 29               | 11                   |
| Жінки    | 64      | 13                 | 26               | 25                   |
| Разом    | 111     | 20                 | 55               | 36                   |